# Pramen

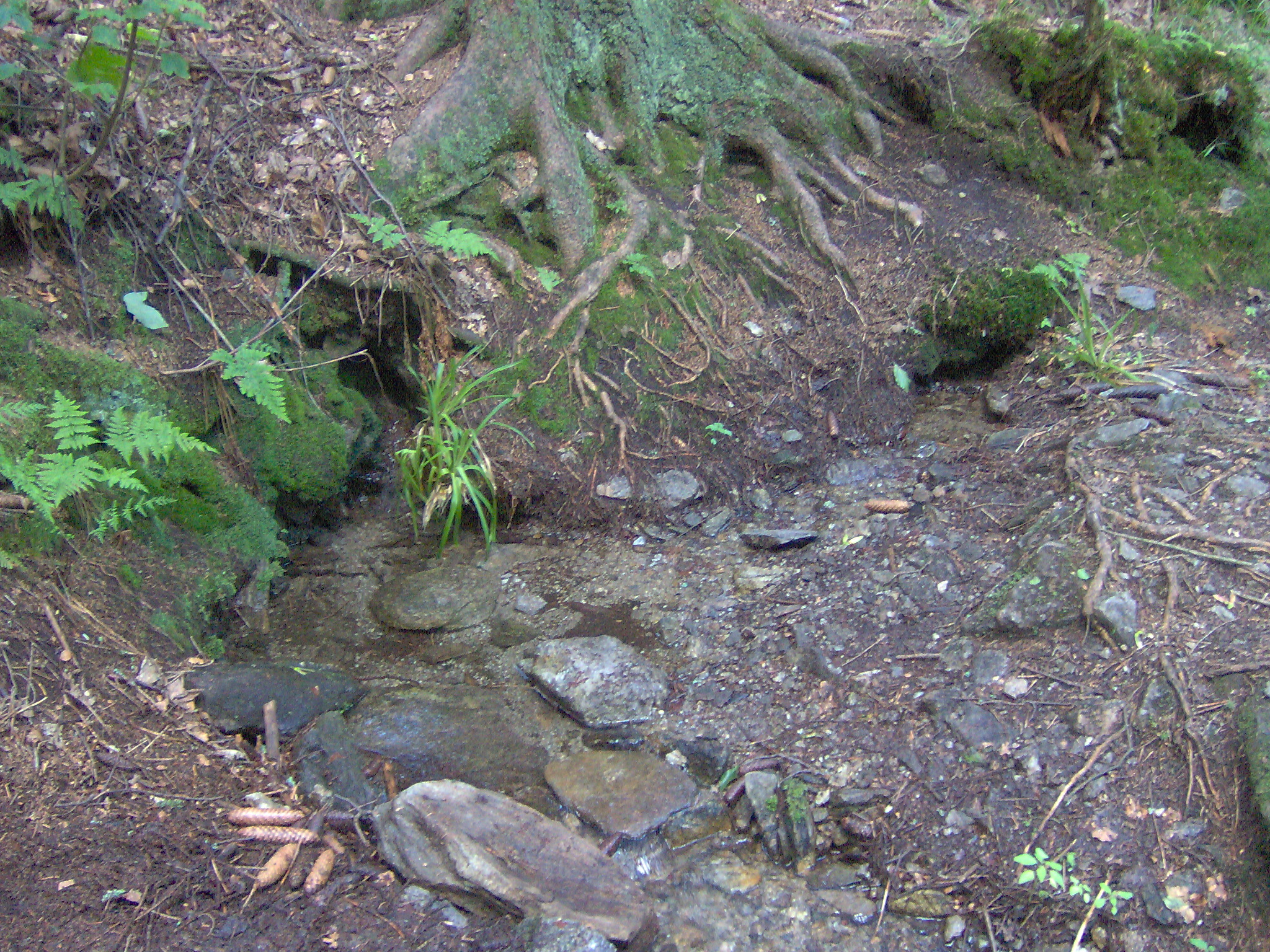
Pramen řeky Volyňky v jižních Čechách.

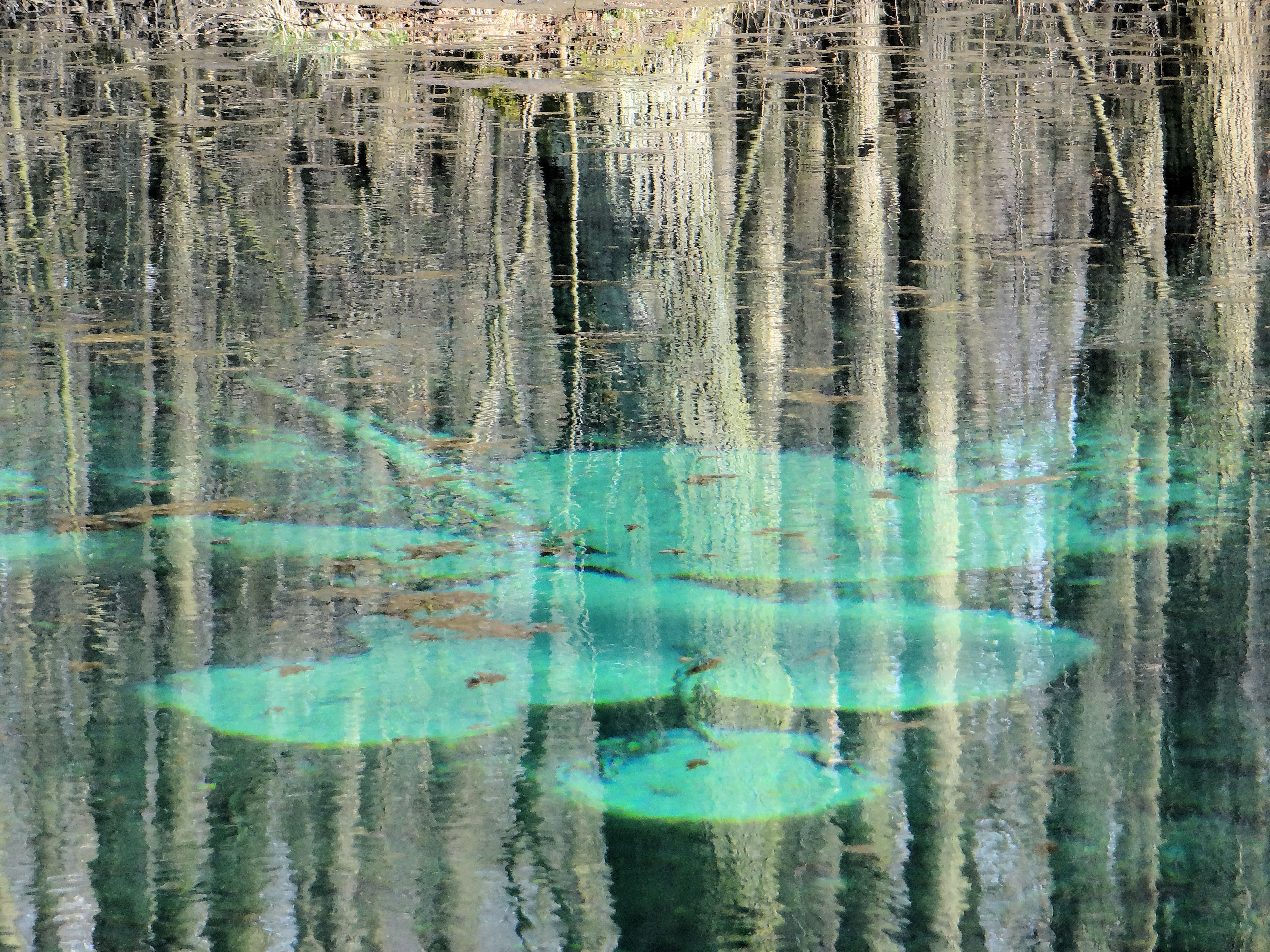
Přírodní rezervace "Modré prameny" ve městě Tomaszów Mazowiecki, Polsko

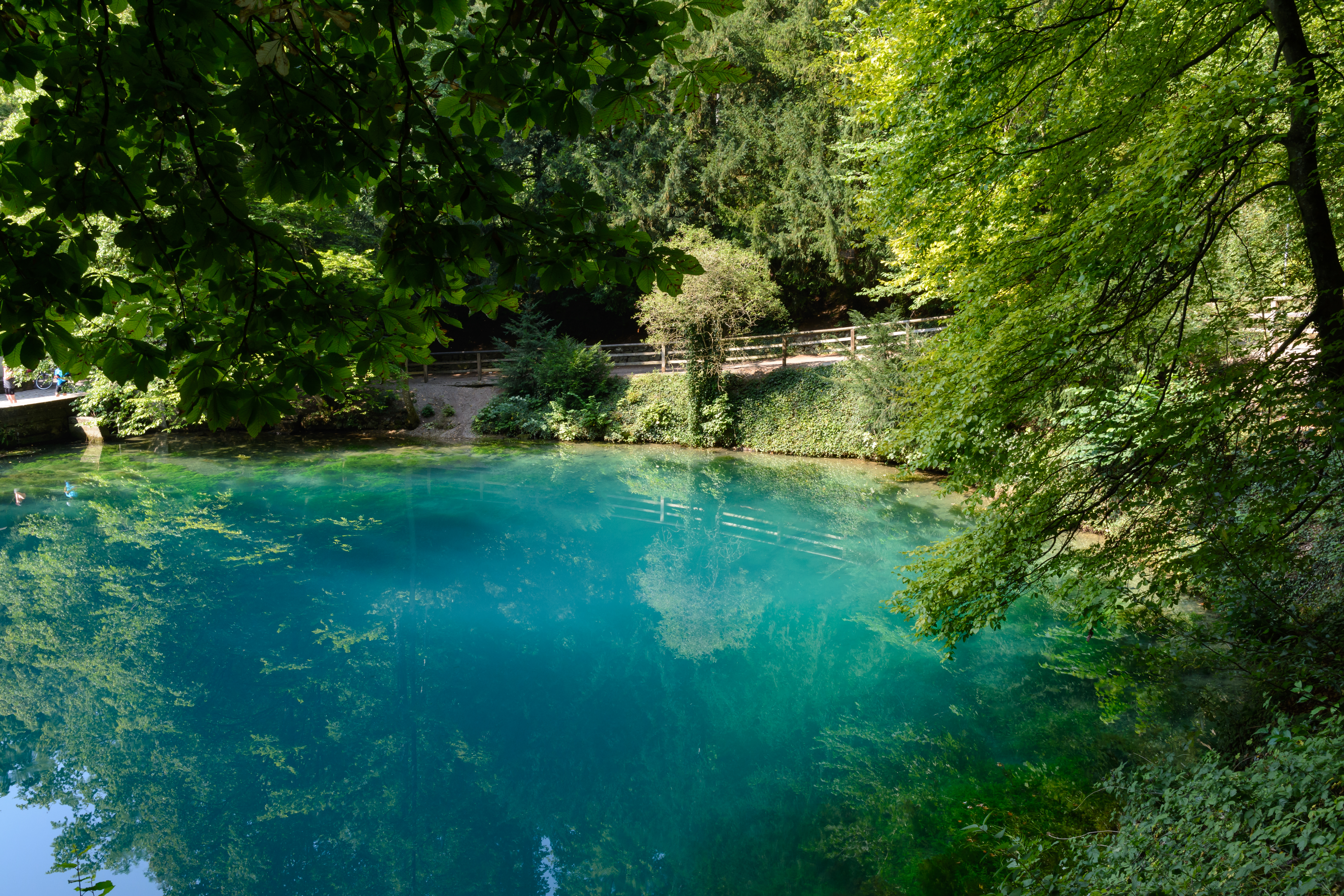
Blautopf (Modrý Hrnec), pramen řeky Blau (Modrá) ve městě Blaubeuren (přítok Dunaje, vlévající se do Dunaje v Ulmu)

Pramen je soustředěný přirozený vývěr podzemní vody na zemský povrch. Prameny se podle způsobu vývěru dělí na sestupné, výstupné a přelivné. Za příznivých hydrogeologických podmínek se od pramene vytvoří vodní tok, který odvádí vyvěrající vodu dále do vodní sítě. Jiným zdrojem vody je prosak, kde voda v místě nevyvěrá, ale pouze prosakuje. Pokud se na jednom místě vyskytuje více pramenů z téhož podzemního zdroje, označuje se místo jako prameniště.
Některé prameny vyvěrají přímo do vodního toku, jezera, moře, označují se jako utajené prameny. Z některého pramene se může stát utajený pramen i lidskou činností (vyvěrá na dně rybníka).
V České republice je pozorovací síť pramenů. U pozorovaných pramenů se měří vydatnost, teplota a pH. Jednotkou vydatnosti pramenů je l·s−1, při velkých vydatnostech m3·s−1. K měření vydatnosti pramenů se používají objemové a hydraulické metody. Objemové měření vydatnosti je přímé, voda je zachycována do měrných nádob. Hydraulické metody jsou postaveny na základě hydraulických rovnic a empirických vztahů.

## Dělení pramenů

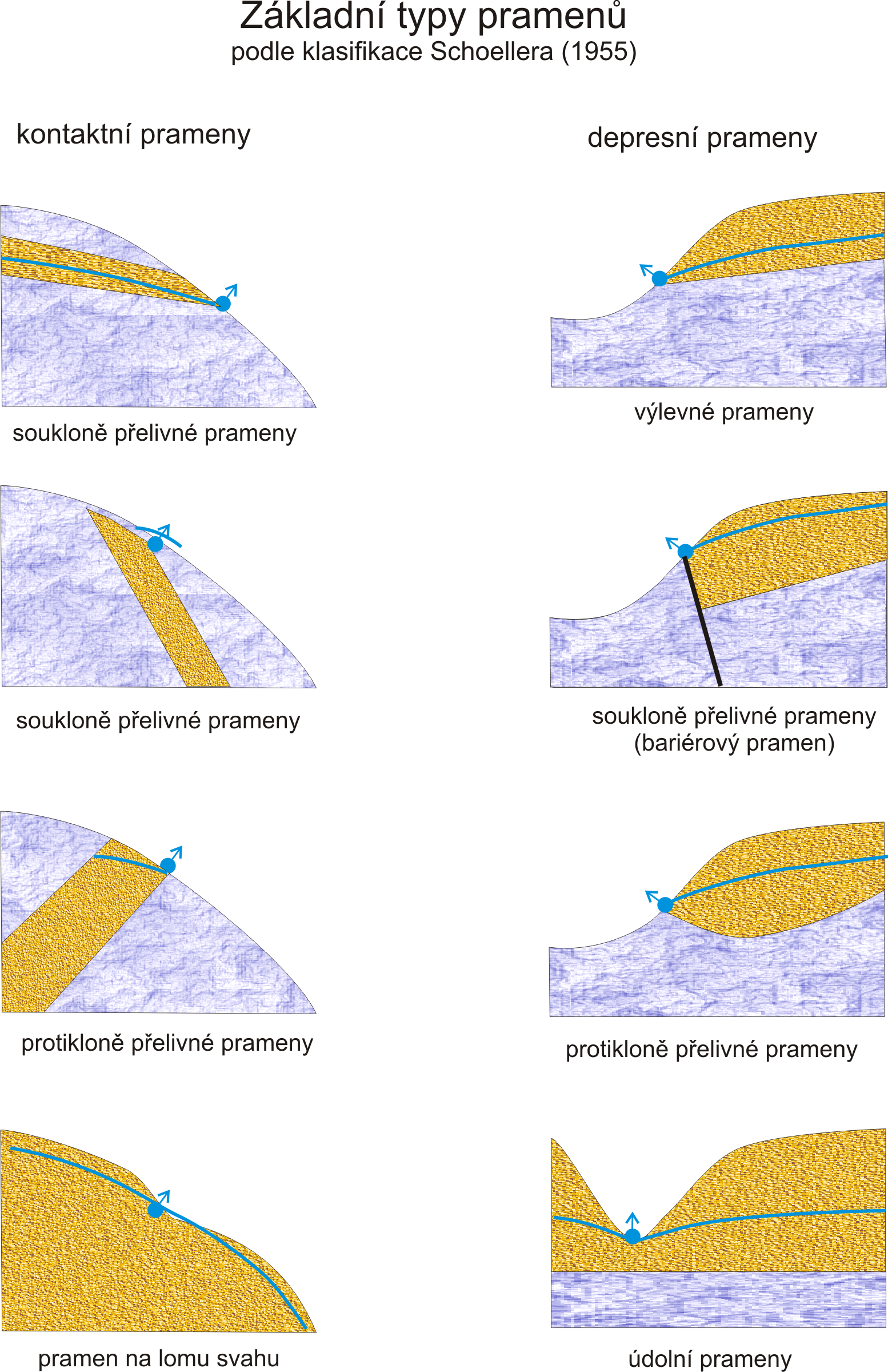
Základní typy pramenů

### Podle způsobu vývěru
- sestupný – pramen je nejnižším bodem vodního sloupce:
  - vrstevní – voda stéká pod povrchem po nepropustné vrstvě a v jednom místě proniká na povrch
  - suťový – voda protéká pod sutí a na dolním konci suťoviště volně vytéká na povrch
  - vrstevně-suťový – voda nejprve stéká pod povrchem a proniká do suťové vrstvy, z níž vytéká na povrch
- přelivný – voda se hromadí v podzemní zásobě, přes jejíž okraj přetéká na povrch
- výstupný – nejnižší bod vodního sloupce je pod úrovní pramene, vývěr je důsledkem tlaku přitékající vody:
  - vrstevní – voda stéká pod povrchem a nepropustná vrstva se stáčí směrem vzhůru
  - zlomový – voda vytéká prasklinami v nepropustné vrstvě

### Podle teploty
- prameny studené (s průměrnou teplotou nepřesahující 20 °C),
- prameny teplé (s průměrnou teplotou vyšší než 20 °C):[1]
  - vlažné (hypotermální, do 37 °C),
  - teplé či teplice (termální, do 50 °C),
  - vřídla (termy, přes 50 °C).[1]

## Prameny v mytologii

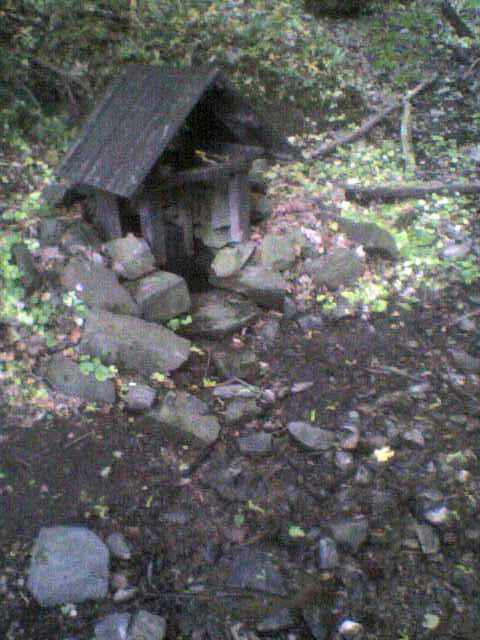
Studánka se stříškou nedaleko Klíčavské přehrady.

V minulosti byly prameny často předmětem lidové úcty; v západním světě byly v pohanských dobách často spojeny s různými bohy, v dobách křesťanských pak bývaly některé prameny zasvěceny svatým a byly považovány za léčivé.

## Studánky
Pro prameny doopravdy „na počátku toku“ se též vžil výraz studánka. V případě, že voda ze zdroje byla pitná, stavěly se nad zdrojem různé stříšky, aby se omezil dopad nečistot do vody.